# Mount Isa
Mount Isa egy bányaváros Ausztráliában. Queensland állam északnyugati részének legnagyobb települése. A terület a világ egyik leggazdagabb ásványkincslelőhelye, maga a város a régió közigazgatási, ipari, kereskedelmi és turisztikai központja, aktív cink-, ólom- és ezüstbányászati iparral. Az „outback oázisaként” ismert. A környezete vörös talajú félsivatagos jellegű táj.
A város közigazgatási területe 43715 km², népessége pedig 19000 körüli.  2023-ban ünnepelte alapításának 100. évfordulóját. A városkép meghatározó építménye a bánya 1978-ban épült, 270 méter magas ólomolvasztó kéménye.
A város neve John Campbell Milestól származik, aki 1923-ban fedezte fel a környék ásványlelőhelyét. A helyet a nyugat-ausztráliai Kalgoorlie-tól mintegy 20 km-re északnyugatra fekvő Mount Ida bányáról nevezte el. Az Isa szóra nincs egyértelmű magyarázat, de Miles unokahúga, Isabel Tracey úgy vélte, hogy a nagybátyja róla nevezte el.

## Elhelyezkedése
Ausztráliában Queensland állam északnyugati részén, a szárazföld belsejében helyezkedik el, az okkervörös Selwyn-hegység északi végén, a Leichhardt folyó partján fekszik. Északra található a Lawn Hill-szurdok és a Boodjamulla Nemzeti Park. A térségben csak néhány, Mount Isa városától jóval kisebb település található. A legközelebbi kisváros a 2500 lakosú Cloncurry, ami kb 120 km-re van keletre. 
A legközelebbi nagyobb városok:
- Keleti irányba, Townsville (közúti távolság: 902 km)
- Északkeleti irányba, Cairns (közúti távolság: 1125 km)
- Délnyugati irányba, Alice-Springs (közúti távolság: 1169 km), a Darwin és Alice Springs közötti út 650 km-re van nyugati irányban,
- Brisbane délkeleti irányba, közúton 1824 km-re, légvonalban pedig 1563 km-re található.[10]

## Időjárás
Az év során a hőmérséklet jellemzően 7 °C és 35 °C között változik, és ritkán süllyed 1 °C alá vagy megy fel 39 °C fölé. A nyarak hosszúak, tikkasztóan melegek, párásak és részben felhősek, a telek pedig rövidek, hűvösek, szárazak, szelesek és többnyire derültek.
A forró időszak hossza 5,3 hónap, és március közepéig tart. A legforróbb hónap a december, az átlagos hőmérséklet 23 °C és 37 °C között mozog, de előfordulnak 40 és 45 °C forróságú napok is. A hűvös évszak 2,6 hónapig tart, május végétől augusztus közepéig, az átlagos napi maximum hőmérséklet 26 °C körül van. A leghidegebb hónap a július, az átlagos hőmérséklet 9 °C és 24 °C között mozog és vannak késő éjszakák, vagy kora reggelek, amikor nulla fok alá süllyed a hőmérséklet. A terület esős évszaka általában decembertől márciusig tart, az éves csapadékmennyiség több mint 75%-a ezekben a hónapokban esik. 

## Népessége
A város népessége az alapítását követően az 1970-es évekig folyamatosan növekedett. 1933-ban 3241 lakosa volt, 1954-ben 7433, majd 1961-re elérte a 13358 főt. 1971-ben 25497 lakosa volt, majd az ezt követő évtizedekben ezt a szám csökkenni kezdett. 2001-ben 20525-en lakták a települést. 
2024-ben 18788 lakosa volt. A születési hely szerint (2021) 13848 fő Ausztráliában, 791 fő Új-Zélandon, 299 fő a Brit-szigeteken, 58 fő Kínában, 245 fő Dél-Ázsiában, 594 fő Délkelet-Ázsiában és további 1064 személy egyéb helyen született. A lakosok közül angol anyanyelvű 15027 és 1823 fő egyéb.
A terület őslakosai a Kalkadoon nép. A helyi lakosság több mint 16 százaléka vallja magát őslakosnak, vagy a Torres-szoros szigetlakó népének. Mount Isa lakosságát ma körülbelül 50 különböző nemzetiség alkotja.
- kép:John Campbell Miles Memorial Lookout, Mount Isa, Queensland, 2023, 18.jpg
- kép:Roundabout at the intersection of Miles Street and Rodeo Drive, looking east along Rodeo Drive, 2019.jpg
- kép:Mount Isa, Queensland, 2023, 01.jpgkép:Mount Isa, Queensland, 2023, 01.jpg
- kép:Mount Isa Memorial Civic Centre, Queensland, 2023, 10.jpg
- kép:Lake Moondara - panoramio.jpgkép:Lake Moondara - panoramio.jpg
- kép:Mount Isa Smelting Works seen from Mount Isa, 2023, 02.jpgkép:Mount Isa Smelting Works seen from Mount Isa, 2023, 02.jpg
- Fájl:Kémény

## Története

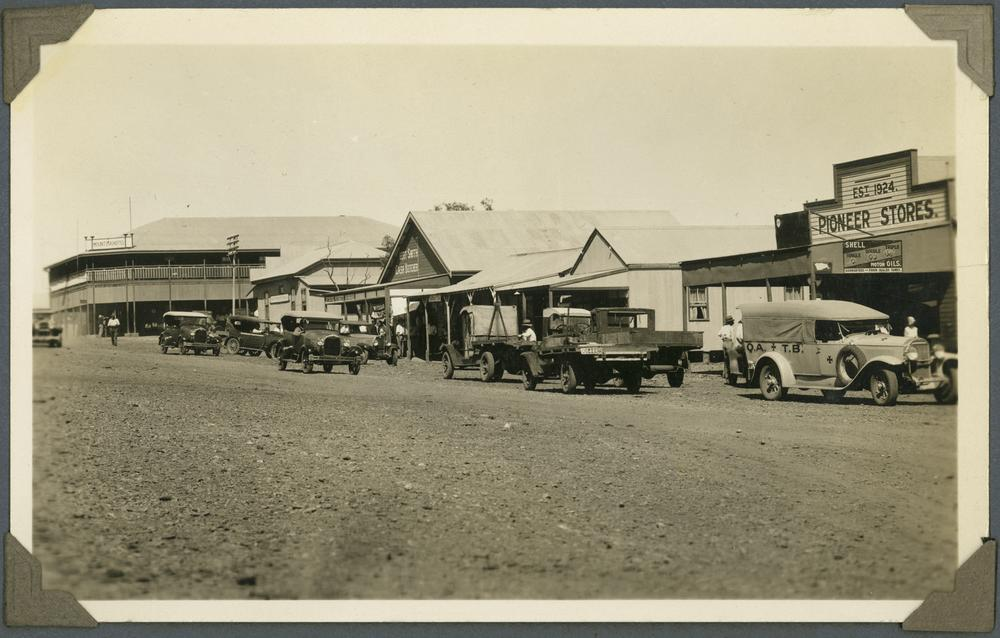
Főutca 1936-ban

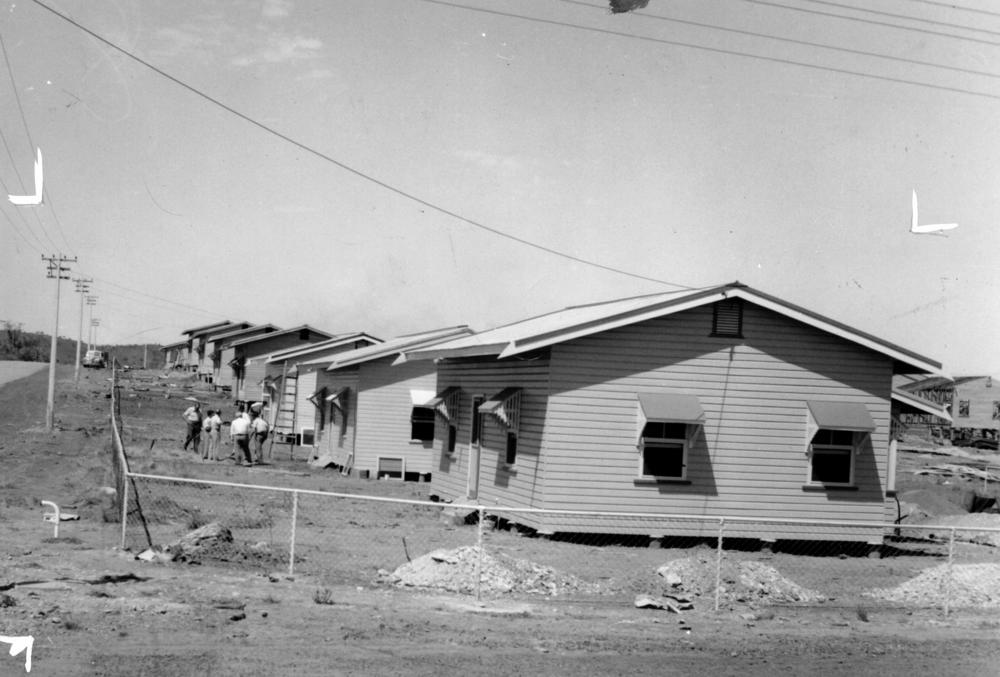
Új lakóházak (1954-ben)

A Mount Isa bányamezőt John Campbell Miles fedezte fel 1923. február 22-én. Miles a Leichhardt folyónál táborozott, amikor kőzetmintákat vett. Írásai szerint azonnal felismerte, hogy a kődarab "súlyánál fogva ásványi anyagokat tartalmaz". A mintákból a cloncurry-i elemző megállapította, hogy a föld jelentős ólom-ezüst lelőhelyeket tartalmazott. 1924 elejére már körülbelül 200 ember rendelkezett bányászati bérlettel a környéken.
1924. január 16-án megalakult a Mount Isa Mines (MIM) Ltd. bányászati vállalat és egy kezdetleges bányásztelepülés épült fel. 1924 végére egy ideiglenes iskola és szabadtéri mozi is működött. Számos vállalkozás telepedett le a bánya mellett, a folyó nyugati oldalán. A bányászmunkások számára az első lakóhelyek sátorházak voltak. A mintegy 300 lakosú település a bányásztáborok hálózatából közösséggé alakult át. 1929 májusában Duchess bányavárosától Mount Isáig meghosszabbították a vasutat, az emberek Mount Isába özönlöttek munkát keresni, ami miatt 1930-ra körülbelül 3000-re növekedett a lakossága. Az MIM vállalat városi gátat épített a Rifle Creek patakon, és elkezdte a bányászházak építését, utakat alakított ki. A második világháború után, 1950-es évek elején az ólomárak emelkedése tette lehetővé, hogy a bányászok bérébe bónuszt építsenek be és nyereségrészesedést fizetett a bányavállalat. A bérek több mint megduplázódtak. A rézkohóban dolgozó alkalmazottak is kaptak bónuszt. 
Az 1950-es években a lakosság megduplázódott, emiatt lakáshiány keletkezett. Lakásépítési projektek kezdődtek, Leichhardt és Soldiers Hill külvárosi részekben. 1956-ban egy autósmozi nyílt meg, 1959-re a keleti városrész is kifejlődött, számos üzletlánccal és szolgáltatással. A fejlesztéseknek köszönhetően 1960-ban a szabadidős tevékenységek elősegítése céljából tengerparti homokot szállítottak a közeli Moondarra tóhoz. Egy 80 ágyas kórházat is megnyitottak ebben az évben. A Repülő Orvos Szolgálat bázisát 1964-ben Cloncurryből Mount Isába helyezték át. Az 1960-as években a sátorházakat fokozatosan lebontották, 1978-ra már csak egy maradt meg, ami ma műemlékvédelem alatt áll. 1968-ban emelték városi rangra. A Sunset és a Pioneer lakóövezeteket 1967 és 1971 között alakították ki. Az 1970-es évek elején a Mount Isától mintegy 32 km-re északra fekvő Hiltonban talált nagy ezüst-, ólom- és cinklelőhelyek a Mount Isa Mines, Ltd.-t a világ legnagyobb ezüst-, ólom- és cinktermelőjévé tették.A lakosság száma 20 év alatt a háromszorosára nőtt. Ahogy az áruházláncok az 1950-es években üzleteket hoztak létre, az 1970-es években úgy nyíltak a diszkontáruházak és a drive-in központok. 1976-ban Mount Isa munkaerejének 40,7%-a a bányászatban dolgozott, ami 2011-re 28%-ra csökkent.

## Gazdasági élet, ipara
Mount Isa létezése és fő pénzügyi bázisa a hatalmas Mount Isa bánya. A gazdag lelőhely még mindig nagy mennyiségű ércet termel és a világ tíz legnagyobb ezüst-, ólom- és cinktermelője közé tartozik. A foglalkoztatási adatok alapján a a 2020-as évek elején a bruttó regionális termék (GDP regionális megfelelője) alapján a bányászat (valamivel több mint 50%), egészségügy, bérbeadás -ingatlanszolgáltatások, oktatás és képzés, valamint a közigazgatás állt a vezető helyen.

### Ipar
A Glencore vállalat városban működő bányája Ausztrália egyik legnagyobb bányászati üzeme, amelynek ezüst-ólom-cink termelés évente több mint 30 000 tonna cinkkoncentrátumot, 170 000 tonna nyersólmot és 230 tonna ezüstólomtömböt jelent. Azonban Mount Isa jelentős kihívásokkal néz szembe, mivel a cégcsoport a földalatti rézbányájában hét évtizedes működés után, 2025 júliusában beszüntette a termelést. A társaság George Fisher nevű bányája, ami a világ egyik legnagyobb cink-, ólom- és ezüstbányája, folyamatos technológiai és fenntarthatósági beruházások mellett várhatóan még legalább 2042-ig folytatja a termelést. A város legnagyobb munkaadójaként a rézbánya bezárása a lakosságának csökkenését eredményezheti. A város 2025-ben a kormánytól 2 milliárd dolláros befektetési alapot kért, aminek célja a rézbányászat leállításából eredő negatív gazdasági hatások és a veszteségek hárítása. A hozzávetőleg 600 munkahely megszűnését a város "Next Economy" elnevezéű stratégiája igyekszik pótolni. 28 projekt, köztük egy büntetés-végrehajtási intézet építése, a használaton kívüli bányajáratokban gravitációs energiatárolás és a kritikus ásványkincs-kutató fejlesztése is szerepel. A tervek szerint a gazdaság diverzifikálásával a jövőben nagyobb hangsúlyt fektetnek a dekarbonizációra, a turizmusra és a mezőgazdaságra. A megújuló energiára történő átállással új gazdasági területeket céloznak meg.

### Szolgáltatások, infrastruktúra
A bányászat mellett a régió fő iparága a szarvasmarha tenyésztés. A marhautak, amelyek az északi öböl menti birtokokat szolgálják ki, Mount Isánál találkoznak, amely egyben fontos kiskereskedelmi szolgáltató központ a környező mezőgazdasági települések és birtokok számára is.
Az általános iskolákon kívül két állami középiskola, két egyházai középiskola, és egy TAFE kampusz van.  A Queensland állam által 1960-ban alapított Mount Isa School of the Air iskola a ritkán lakott queenslandi külvilágban élő általános iskolások távoktatására lett létrehozva, a kezdeti években még rádiótechnológián alapulva. 2001-ben 120 családból származó 230 diák vett részt az oktatásban. A családok többsége a Mount Isa 450 km-es körzetében lévő állomásokon élt. Jelenleg műholdas interneten keresztül nyújt oktatást a diákoknak.
A Mount Isa Kórház járóbeteg-, ambuláns-, és fekvőbeteg-szolgáltatásokat nyújt több területen. A teljes északnyugati ellátási terület telehealth szolgáltatásainak fő központja, 24 órás orvosi, ápolói és szülésznői támogatást biztosítanak. A Repülő Orvosi Szolgálat (RFDS) 1964-ben hozta létre bázisát a városban, amely az északnyugat-queenslandi régióban több mint 800 000 négyzetkilométeres területet lát el.
Jelenleg több mint 8500 magánlakás található, az otthonok közel háromnegyede három vagy több hálószobával rendelkezik, és 70%-uk családi házakból áll.
A térség egyetlen teljesen zárt bevásárlóközpontja a Mount Isa Village, ami a belvárosban található, több szaküzlettel.  A Splashez Aquatic egy vízipark, amely az Outback terület legnagyobb vízi csúszdájával rendelkezik. A komplexum első medencéjét még 1949-ben nyitották meg.
A Mount Isa Golf Club egy 18 lyukú golfpálya, ahol többször rendezték meg az Outback Qld Masters versenyt.
A városközpontjától 17 kilométerre északra található a Moondarra-tó, ami 1958-ban jött létre a Leichhardt folyó felduzzasztásával. A tó szabadidős tevékenységet kínál, többek között úszást, csónakázást, vitorlázást. Körülötte piknikezőhelyek vannak. A tavat barramundival telepítettek be, hogy horgászlehetőséget is biztosítsanak. A tó másrészt biztosítja a város vízellátását. A város másik vízforrása a Julius-tó.
Az Outback at Isa egy komplexum, amelynek része a látogatóközpontot. A Hard Times Mine egy működő replika bánya, amelyet valódi bányászok terveztek és ahol bemutatják az iparágat.  A Riversleigh Fossil Centre az ősi fosszíliákat mutat be. A második világháború alatt katonai létesítményként működő Földalatti Kórház történelmi alagútjaiban és szobáiban ma turisztikai túrákat kínálnak.
Mount Isa ad otthont az évenként megrendezett, három napon át tartó Mount Isa Rodeónak, a déli félteke legnagyobb rodeóeseményének.  Az elsőt 1959-ben rendezték. A városba látogatók számára több szálloda és egyéb szolgáltatóegységek is rendelkezésre állnak.

## Közlekedés

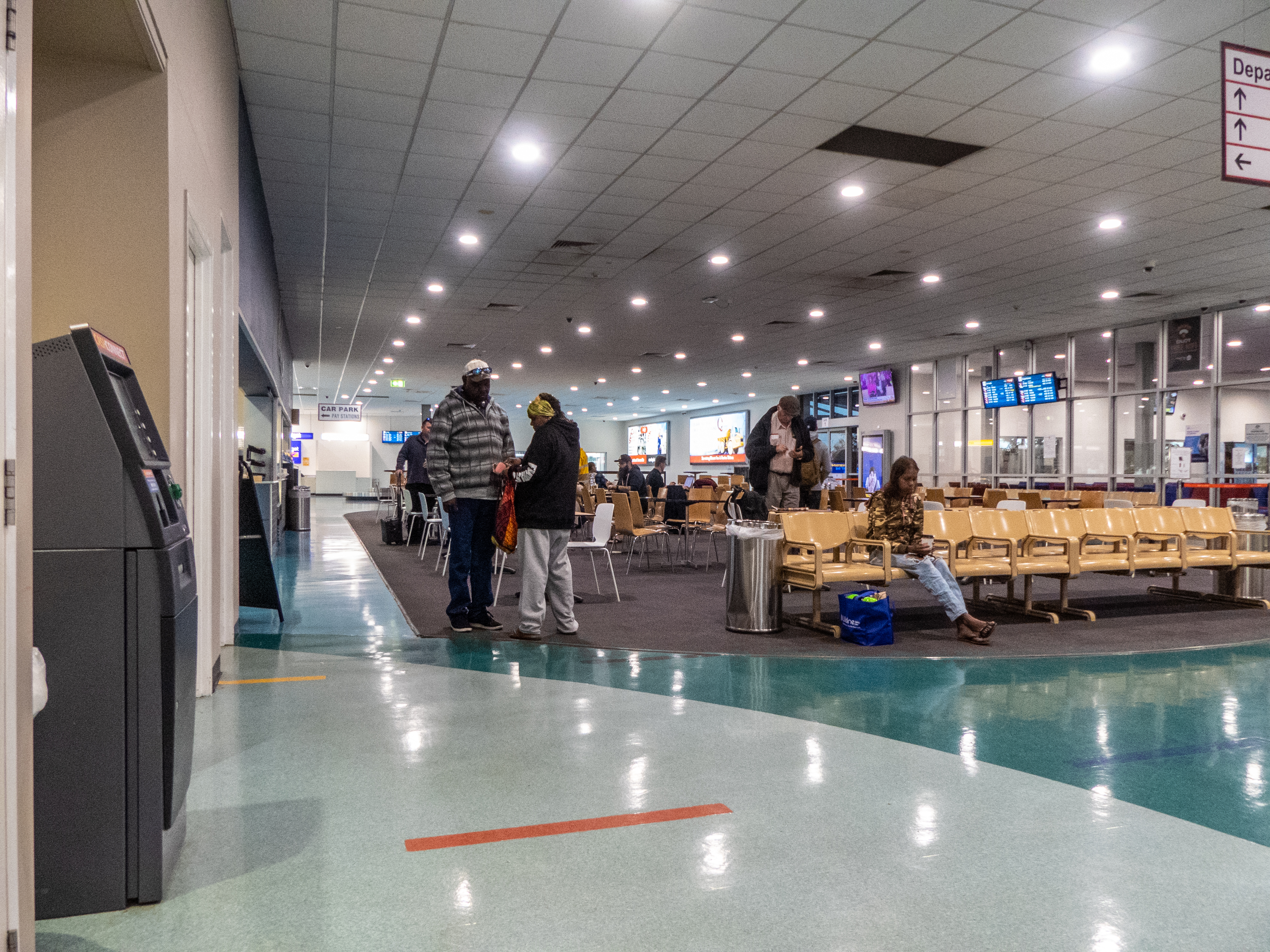
Mount Isa repülőtér terminálja

A város gépjárművekkel utakon, továbbá vasúton és repülővel is elérhető.
Nyugati irányba jó minőségű főútvonal vezet Townsville felé, illetve ennek leágazásaként dél féle Brisbane irányába is. Kelet felé szintén a Barkly Highway aszfaltozott országúton el lehet jutni egészen a Darwin és Alice Springs közötti országút csatlakozásához, ami Tennant-Creek nevű településnél van. Ezen szakasz biztosítja Queensland és az Északi terület között közlekedést. Dél felé, egészen Adelaide-ig is van egy útvonal a sivatagon keresztül, de ennek egyes szakaszai nem lettek aszfaltozva. 
Brisbane felé napi távolsági buszjáratokat üzemeltetnek, Townsville és Mount Isa között pedig heti három napon vannak járatok. Townsville és Mount Isa között hetente kétszer közlekedik személyvonat ("Inlander" vonat). 
A Mount Isa repülőtér a Barkly Highway nevű országút mellett található, körülbelül 8 km-re a várostól. Naponta vannak járatok Brisbane, Cairns és Townsville repülőtereivel. A repülőtér 100%-ban a Queensland Airports Limited (QAL) társaság tulajdonában van. A várostól délre 1922-ben épített első a repülőteret 1950. február 1-jén helyezték át jelenlegi helyére. A terminált 1969-ben építették, majd 1989-ben kibővítették az indulási váróterem megépítésével, 2000-ben tovább bővítették. A város távoli fekvése miatt nagymértékben támaszkodik a légi személyszállításra. Az utasforgalom túlnyomórészt üzleti alapú, ami az összes utazás 82%-át, míg a családi utazások a 9%-át tették ki.